# Ústavní činitel
Ústavní činitel je souhrnné označení pro volené i jmenované představitele státu a nejvyšší úředníky, pokud jsou jejich funkce výslovně uvedeny v Ústavě.

## Čeští ústavní činitelé
V České republice to jsou:[zdroj⁠?!]
- prezident
- senátoři
- poslanci
- členové vlády
- soudci Ústavního soudu
- soudci
- státní zástupci
- prezident a viceprezident Nejvyššího kontrolního úřadu
- členové Bankovní rady České národní banky,

a v širším pojetí i zastupitelé obecních a krajských zastupitelstev.[zdroj⁠?!]
Poslancům, senátorům a soudcům Ústavního soudu Ústava přiznává zvláštní ochranu, imunitu, takže mohou být trestně stíháni jen na základě vydání k trestnímu stíhání, o němž rozhodují příslušné komory parlamentu (u soudců Ústavního soudu Senát), případně prezident republiky u soudců obecných soudů, pakliže spáchali trestný čin v souvislosti se svou funkcí.

### Nejvyšší ústavní činitelé České republiky
Pod pojmem „nejvyšší ústavní činitelé“ se rozumí:
1. prezident republiky
2. předseda Senátu Parlamentu ČR
3. předseda Poslanecké sněmovny Parlamentu ČR
4. předseda vlády ČR
5. předseda Ústavního soudu ČR